# Coregonus nigripinnis
Coregonus nigripinnis är en fiskart som först beskrevs av Milner, 1874.  Coregonus nigripinnis ingår i släktet Coregonus och familjen laxfiskar. IUCN kategoriserar arten globalt som utdöd. Inga underarter finns listade i Catalogue of Life.